# Thomas Ulmer
Thomas Ulmer est un député européen allemand né le 25 juillet 1956 à Karlsruhe. Il est membre de l'Union chrétienne-démocrate d'Allemagne.

## Biographie
Il est élu député européen lors des élections européennes de 2004 et siège au sein du Parti populaire européen.